# Sadānanda Yogīndra
Sadānanda Yogīndra est un philosophe du Vedānta ayant vécu au XVIe siècle auquel on attribue la composition du traité sanskrit intitulé Vedāntasāra.